# Mitane
Mitane (三種町, Mitane-chō) est un bourg du district de Yamamoto, dans la préfecture d'Akita, au Japon.

## Géographie

### Démographie
Au 1er juillet 2014, la population de Mitane s'élevait à 17 503 habitants répartis sur une superficie de 248,09 km2.